# Préchac, Hautes-Pyrénées
Préchac är en kommun i departementet Hautes-Pyrénées i regionen Occitanien i sydvästra Frankrike. Kommunen ligger i kantonen Argelès-Gazost som tillhör arrondissementet Argelès-Gazost. År 2022 hade Préchac 240 invånare.

## Befolkningsutveckling
Antalet invånare i kommunen Préchac
| Referens: INSEE |